# جتزه درمن
جتزه درمن (انگلیسی: Jetze Doorman; ۲ ژوئیهٔ ۱۸۸۱ – ۲۸ فوریهٔ ۱۹۳۱) ورزشکار دو و میدانی اهل پادشاهی هلند بود.
وی در مسابقات کشوری و بین‌المللی در مجموع برندهٔ ۴ مدال برنز شده‌است.